# Wes Hoolahan
Wesley Hoolahan (ur. 20 maja 1982 w Dublinie) – irlandzki piłkarz występujący w West Bromwich Albion F.C, reprezentant kraju.

## Kariera klubowa
Hoolahan rozpoczynał swoją karierę w Shelbourne, z którym zdobył trzy mistrzostwa Irlandii. W sezonie 2002/03 został wybrany najlepszym młodym zawodnikiem ligi irlandzkiej.
1 stycznia 2006 roku Hoolahan został kupiony za 100 tysięcy funtów przez menedżera Paula Lamberta do szkockiego Livingston. W Scottish Premier League zadebiutował 14 stycznia 2006 roku w przegranym 0:3 wyjazdowym spotkaniu z Inverness.
Po spadku Livingston ze szkockiej Ekstraklasy, został wypożyczony na okres całego sezonu do występującego w League One zespołu Blackpool. Zdobywając 8 bramek w lidze, Hoolahan pomógł drużynie w zajęciu 3. miejsca, co dało prawo występu w play-off o awans do Championship. W półfinałach Blackpool zmierzyło się z Oldham Athletic. W pierwszym wyjazdowym spotkaniu „Mandarynki” wygrały 2:1, a Hoolahan strzelił zwycięską bramkę. W rewanżu także lepsza okazała się ekipa Blackpool, wygrywając 3:1 i zapewniając sobie udział w finale. Hoolahan wystąpił także w tym wygranym 2:0 meczu z Yeovil Town, rozegranym na stadionie Wembley. Po zakończonym sukcesem sezonie Hoolahan podpisał 2-letni kontrakt z Blackpool. Mimo protestów ze strony Livingston, ostatecznie został zawodnikiem „Mandarynek”.
Przed sezonem 2008/09 przeniósł się do Norwich City. Pierwszy sezon w nowych barwach nie był dla Hoolahana udany. Zdobył tylko dwie bramki, a Norwich spadło z ligi, zajmując dopiero 22. miejsce w Championship. Przed sezonem 2009/10 drużynę „Kanarków” przejął Paul Lambert, z którym zawodnik współpracował już w Livingston. Irlandczyk strzelił 11 bramek w 37 meczach ligowych, a Norwich wygrało rozgrywki League One i wróciło po roku na zaplecze Premier League. W sezonie 2010/11 Norwich wywalczyło kolejny awans, dzięki zajęciu 2. miejsca w Championship. Odbyło się to przy dużym udziale Hoolahana, który w 41 spotkaniach zdobył 10 bramek. W swoim debiucie w Premier League strzelił bramkę na wagę remisu w wyjazdowym spotkaniu z Wigan Athletic. W całym sezonie 2011/12 zaliczył 4 trafienia w 34 meczach.

## Kariera reprezentacyjna
W seniorskiej reprezentacji Irlandii Hoolahan zadebiutował 29 maja 2008 roku w wygranym 1:0 towarzyskim spotkaniu z Kolumbią na Craven Cottage w Londynie. Na kolejny występ w kadrze musiał czekać ponad 4 lata, kiedy to 14 listopada 2012 roku zagrał w Dublinie w towarzyskim meczu z Grecją (0:1). Swoją pierwszą bramkę dla reprezentacji Hoolahan zdobył 6 lutego 2013 roku podczas wygranego 2:0 towarzyskiego spotkania z Polską.